# Anton Heinrich Gloxin
Anton Heinrich Gloxin, auch Anton Henrich Gloxin, Anthon Hinrich Gloxin (* 16. Juni 1645 in Lübeck; † 22. Januar 1690 ebenda) war ein deutscher Jurist und kaiserlicher Rat.

## Leben
Anton Heinrich Gloxin war das jüngste von neun Kindern des Lübecker Syndikus und Bürgermeisters David Gloxin und seiner Frau Anna, der Schwester des Bürgermeisters Heinrich Schabbel. Von seinen drei Brüdern und fünf Schwestern heiratete Margarethe Elisabeth (1629–1671) 1647 Valentin Heider, der mehrere protestantische Reichsstädte bei den Friedensverhandlungen in Osnabrück und Nürnberg vertrat. Anna (1635–1709) heiratete den Syndikus des Ratzeburger Domkapitels Johannes Francke und wurde die Mutter von August Hermann Francke (1663–1727). Zwei weitere Brüder Friedrich und David wurden schon als Kinder 1643 in Rostock immatrikuliert. Friedrich starb 1654 als Student in Jena, als er einen Streit zwischen Kommilitonen schlichten wollte. David starb ebenfalls als Student in Jena, wohl nach längerer Krankheit.
Anton Heinrich wurde von Adam Tribbechov als Hauslehrer unterrichtet und besuchte dann das Katharineum zu Lübeck. Er studierte ab Herbst 1661 Rechtswissenschaften an den Universitäten Rostock und Altdorf. In Altdorf wurde er zu Peter und Paul (29. Juni) 1670 zum Dr. jur. promoviert. Wohl direkt im Anschluss war er Gesandter Lübecks beim Reichstag in Regensburg. Am 16. September 1670 verlieh ihm Kaiser Leopold I. den Titel Kaiserlicher Rat und erhob ihn zum Hofpfalzgraf ad personam.
Als sein Vater im Jahr darauf starb, kehrte er nach Lübeck zurück und übernahm als Patronus die Verwaltung der Familienstiftungen, vor allem des im Dezember 1637 von seinem Onkel Hieronymus Schabbel gestifteten großzügigen Schabbel-Stipendiums. Damit unterstützte er unter anderem ab 1679 seinen Neffen August Hermann Francke und nahm auf dessen Bildung Einfluss. Johann Henrich von Seelen gab 1738 zur Einhundertjahrfeier des Stipendiums einige der Briefe der Stipendiaten an Gloxin heraus. Die im Archiv der Hansestadt Lübeck erhaltenen Briefe und Studienberichte von August Hermann Francke an Anton Heinrich Gloxin sind digitalisiert.
Gloxin war in seinem relativ kurzen Leben drei Mal verheiratet. In erster Ehe heiratete er am 8. Mai 1672 Anna Catharina, geb. Derenthal, eine Tochter des Mindener Vizekanzlers Daniel Ernst Derenthal. Dieser Ehe entstammte ein Sohn, David (* 1674; † 1698 als cand. iur. in Güstrow). In zweiter Ehe heiratete er am 10. Mai 1677 Marie Juliana, geb. Becker (* 1654 in Hannover; † 11. Oktober 1680 ebenda), eine Tochter des Hannoverschen Advocaten Hinrich Becker. Dieser Ehe entstammte eine Tochter, Anna Maria, die den Oldenburg-Delmenhorster Landvogt Moritz Eberhard von Spilcker heiratete. In dritter Ehe war er mit Anna Margarethe, geb. Stein verheiratet, einer Tochter des Frankfurter Ratsherrn Conrad Stein († 1670). Das Paar hatte einen Sohn Johann Hinrich und eine Tochter Anna Eleonore, die Hermann Krohn heiratete, den Bruder des Lübecker Bürgermeisters Johann Adolph Krohn. Über das Erbe ihrer Tochter Catharina Margaretha, Ehefrau des Lübecker Ratsherrn Daniel Haecks, kam es zu einem langwierigen Zivilprozess Spilcker gegen Krohn bis vor das Reichskammergericht, der zu einem Präzedenzfall wurde.

## Werke
- Materiam Appellationum Ab Interlocutoriis inprimis iis, Quae Vim Definitivarum Habent Breviter Delineatam. Altdorf: Winterberg 1670

## Archivalien
- Bittschrift an den Kaiser in der Streitsache von Dompropst Johann Friedrich von Winterfeld und Anton Heinrich Gloxins als Kurator bonorum gegen den König zu Dänemark und Herzog Christian Albrecht zu Schleßwig-Hollstein wegen einer Kreditangelegenheit und dem Verkauf der Güter Quarnebeck und Marntendorf im Landesarchiv Sachsen-Anhalt, Bestand H 82 (Benutzungsort: Wernigerode) Gutsarchiv Goseck in der Deutschen Digitalen Bibliothek